# 15. Waffen-Grenadier-Division der SS (lettische Nr. 1)
15. Waffen-Grenadier-Division der SS (lettische Nr. 1) var den första divisionen med lettiska frivilliga i Waffen SS tjänst som organiserades under andra världskriget. När Heinrich Himmler införde värnplikt i Reichskommissariat Ostland användes de lettiska värnpliktiga för att fylla ut divisionen då tillströmningen av frivilliga inte räckte till.
Viktors Arājs som tidigare under kriget hade anfört det beryktade Arājskommandot tjänstgjorde under en kortare tid som bataljonschef i divisionen under 1945.
| Namn                                                   | datum                      |
| ------------------------------------------------------ | -------------------------- |
| Lettische SS-Freiwilligen-Division                     | februari 1943–oktober 1943 |
| 15. Lettische SS-Freiwilligen-Division                 | oktober 1943–juni 1944     |
| 15. Waffen-Grenadier-Division der SS (lettische Nr. 1) | juni 1944–maj 1945         |

## Organisation
Divisionens organisation:
- Waffen-Grenadier Regiment der SS 32
- Waffen-Grenadier Regiment der SS 33
- Waffen-Grenadier Regiment der SS 34
- Waffen-Artillerie Regiment der SS 15
- Waffen-Füsilier Bataillon der SS 15
- Waffen-Flak Abteilung der SS 15
- Waffen-Nachrichtung Abteilung der SS 15
- Waffen-Pionier Bataillon der SS 15
- Waffen-Panzerjäger Abteilung der SS 15
- SS-Bau-Regiment 1 der 15. SS-Division
- SS-Bau-Regiment 2 der 15. SS-Division
- SS-Feldersatz-Bataillon 15

## Befälhavare
Divisionscheferna:
- SS-Brigadeführer Peter Hansen (25 februari 1943–maj 1943)
- SS-Gruppenführer Carl Graf von Pückler-Burghauss (maj 1943–17 februari 1944)
- SS-Brigadeführer Nikolas Heilmann (17 februari 1944–21 juli 1944)
- SS-Brigadeführer Herbert von Obwurzer (21 juli 1944–26 januari 1945)
- SS-Oberführer Arthur Ax (26 januari 1945–15 februari 1945)
- SS-Oberführer Karl Burk (15 februari 1945– ? 1945)